# ハッチョウトンボ
ハッチョウトンボ（八丁蜻蛉、Nannophya pygmaea）は、トンボ科ハッチョウトンボ属に分類されるトンボの一種。日本一小さなトンボとして知られ、世界的にも最小の部類に属する。

## 分布
パキスタン、インド、ネパール、中国、台湾、マレーシア、ミャンマー、タイ、フィリピン、ニューギニア、韓国、日本、ソロモン諸島、オーストラリア北部など、東南アジアの熱帯域を中心に広く分布する。DNA解析により地域によって大きな差異が確認されていて、複数の種に再分類される可能性がある。
日本では青森県から鹿児島県に至る本州、四国、九州に分布するが、離島には生息していない。日本国内での分布は局所的で、さらに近年の開発や環境汚染により著しくその数を減少させている。
長野県駒ヶ根市で市の昆虫に指定されている。和歌山県古座川町では、町指定天然記念物に指定している。古座川町は生育地となっている休耕田を買い取ったり、防護柵を取り換えたり、盛り土を整備したりするなどの環境づくりを進めている。

## 特徴

### 形態
成虫の体長はオスが17-21 mm（腹長10-14 mm、後翼長12-16 mm）、メスが17-21 mm（腹長9-13 mm、後翼長13-16 mm）で極めて小さい。一円玉（直径20 mm）の中に頭から腹端までが納まるほどの大きさである。オスの体は羽化直後は橙褐色だが成熟すると体全体が赤みを帯び、羽化後20日ほどで鮮やかな赤色となる。 メスは茶褐色で、腹部に黄色や黒色の横縞がある。翅の大半は透明であるが、付け根付近は美しい橙黄色になる。幼虫（ヤゴ）も体長9 mmと非常に小さく、緑色を帯びた褐色であるが、体表が泥で被われていることが多い。

### 生態
主として平地から丘陵地・低山地にかけての水が滲出している湿地や湿原、休耕田などに生息しているが、時には尾瀬ヶ原のような高層湿原でも見られることがある。いずれも日当たりがよく、ミズゴケ類やサギソウ、モウセンゴケなどが生育し、極く浅い水域がひろがっているような環境を好む。成虫は5-9月に出現する。成熟したオスは小さい縄張りを持ち、静止状態でメスを待つ。

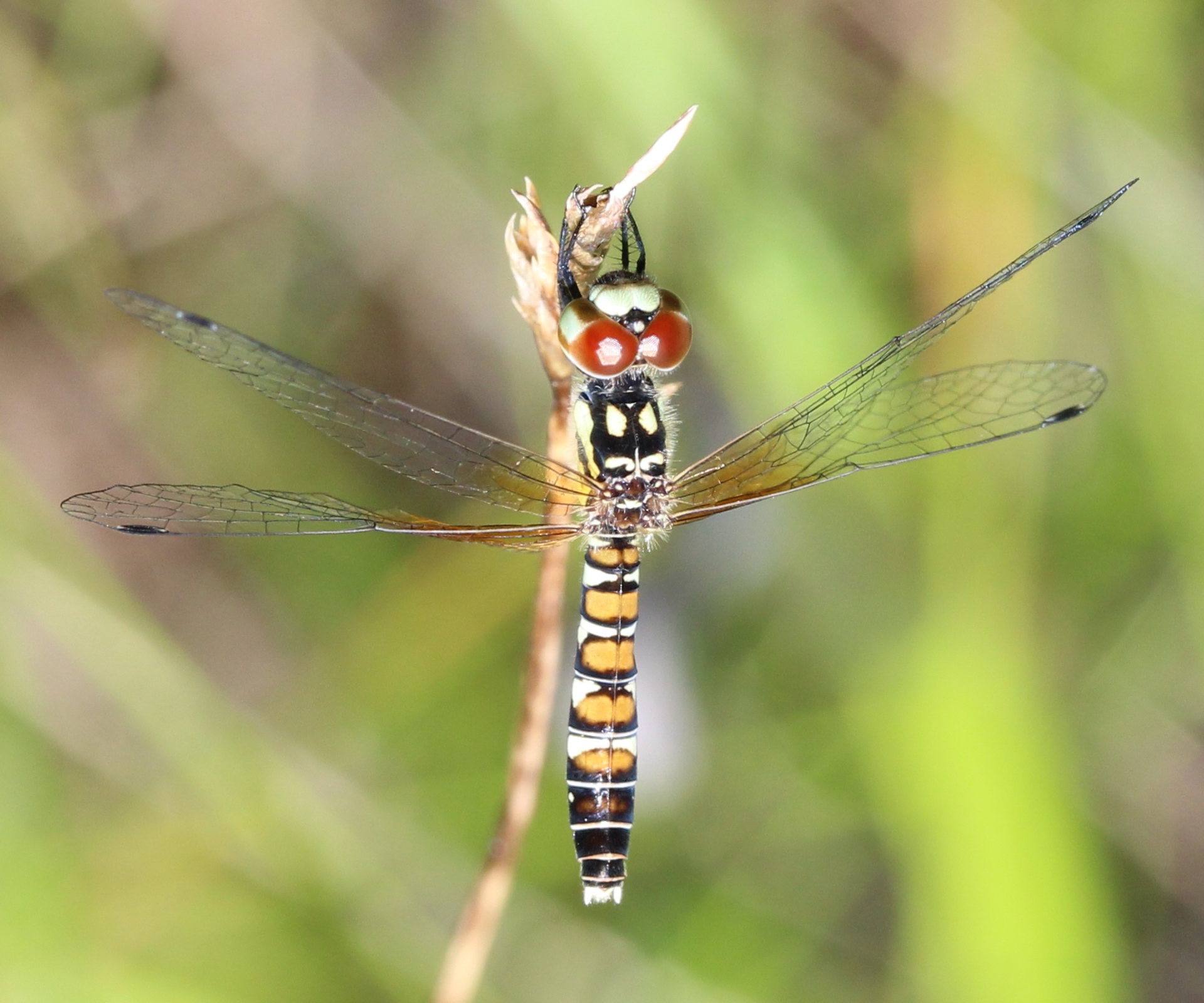
メス成虫
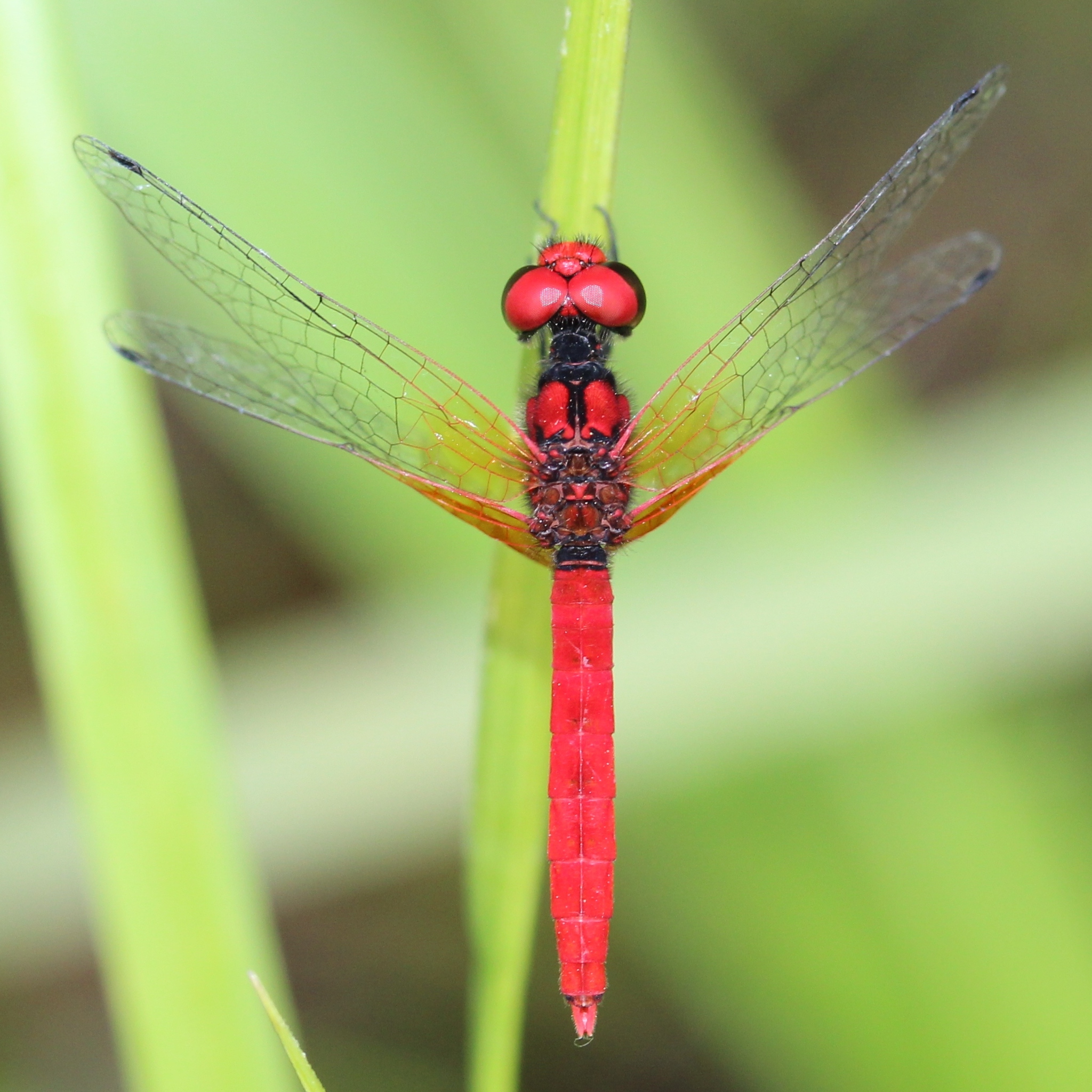
オス成虫
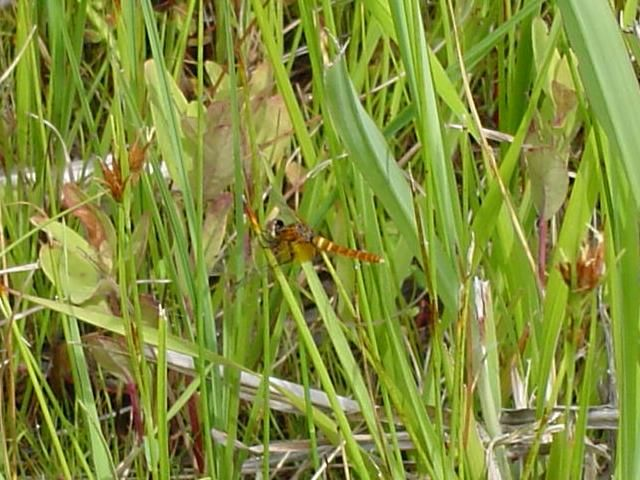
オス成虫（未成熟）
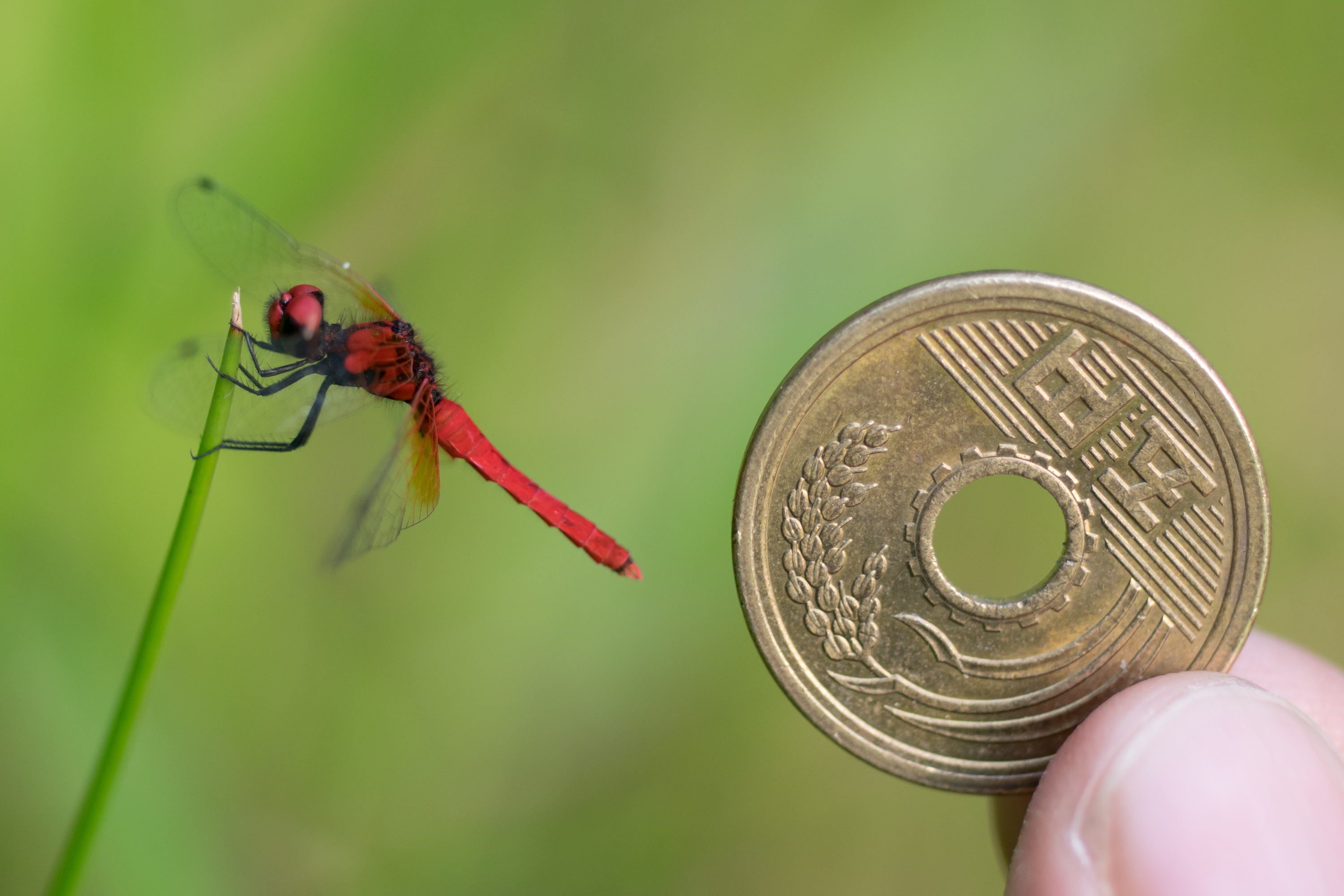
オス成虫と五円玉（直径22mm）
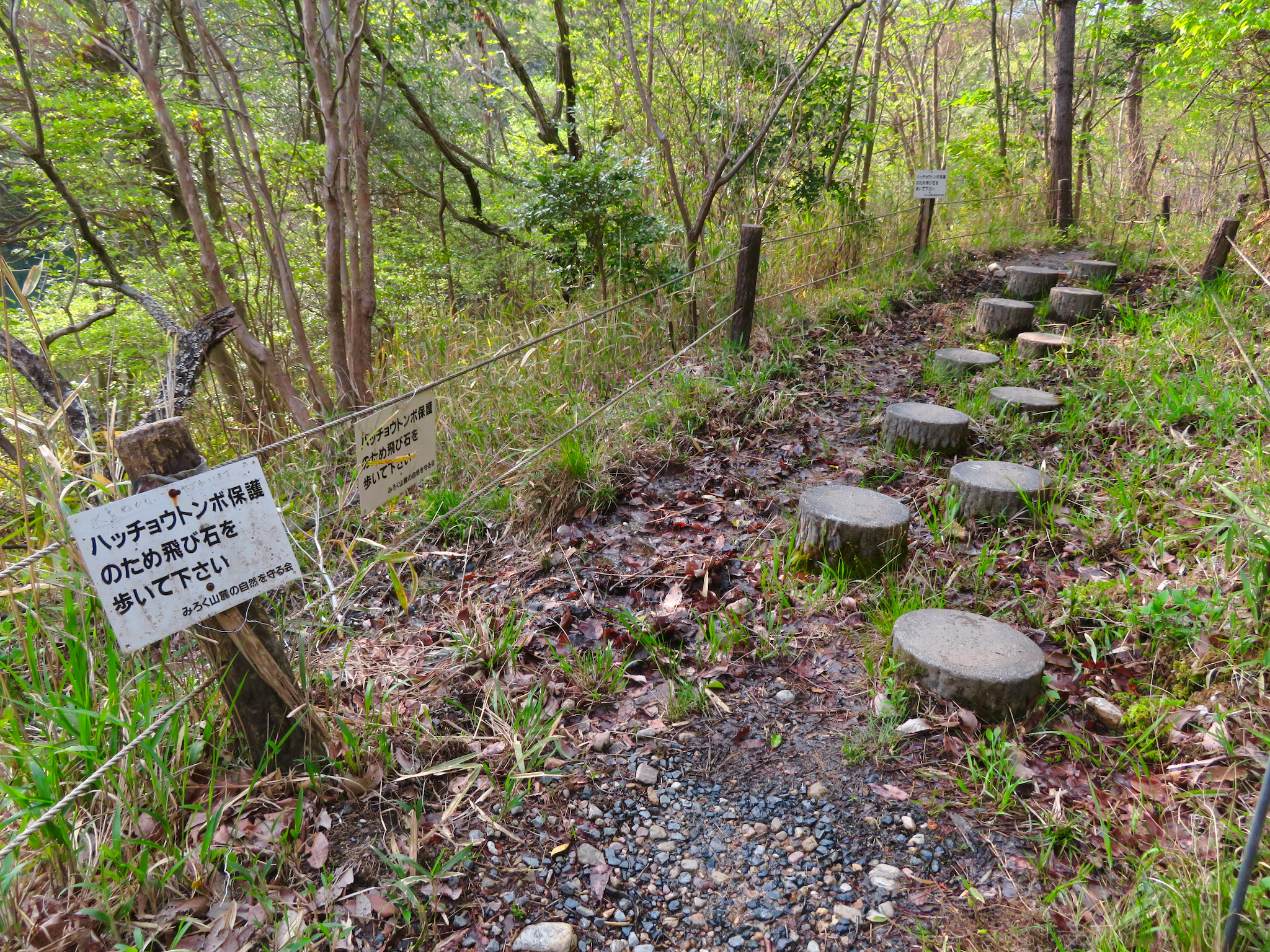
ハッチョウトンボの保護のために設けられた飛び石（愛知県春日井市）

## 名前の由来
名前の由来は、尾張の本草学者・大河内存真（おおこうち ぞんしん：1796-1883）による『蟲類写集』に「ヤダノテツポウバハツチウメ」（矢田鉄砲場八丁目）のみで発見せられるために「ハツチウトンボ」の名を有する、との記載に因むとされる。この矢田鉄砲場八丁目の詳しい場所は現在不明とされるが、名古屋市内の矢田川付近と見られている。また一説には矢田河原八丁畷（現在の名古屋市千種区周辺）で発見されたことに由来するとの説もあるが、この説の根拠はよくわかっていない。
学名の pygmaea は「Pygmaei（伝説上の小人）の～」の意で、小さいことに由来する。

## 種の保全状態評価
国際自然保護連合（IUCN）により、レッドリストの軽度懸念（LC）の指定を受けている。
日本では以下の多数の都道府県により、レッドリストの指定を受けている。環境調査のための指標昆虫のひとつに選定されている。
- 絶滅 - 埼玉県[11]、東京都本土部[12]
- 絶滅危惧IA類 - 山梨県、高知県
- 絶滅危惧I類 - 群馬県、香川県、愛媛県
- 絶滅危惧IB類 - 静岡県、長崎県、大分県
- 絶滅危惧II類 - 宮城県、奈良県、鳥取県、広島県、佐賀県、熊本県、宮崎県
- 準絶滅危惧 - 秋田県、山形県、京都府、大阪府、和歌山県、島根県、徳島県
- 希少種（環境省の準絶滅危惧相当） - 茨城県、富山県
- Cランク - 兵庫県（環境省の準絶滅危惧相当）
- その他 - 岩手県（Dランク）、栃木県（要注目）、福井県（要注目）、岡山県（希少種）、鹿児島県（分布特性上重要）

## ハッチョウトンボ属
ハッチョウトンボ属に分類される種は現在まで下記の7種が知られるが、そのうち日本に分布するのはハッチョウトンボ1種のみである。
- Nannophya australis Brauer, 1865：オーストラリア東部
- Nannophya dalei (Tillyard, 1908)：オーストラリア（南部、タスマニア）
- Nannophya fenshami Theischinger, 2020：オーストラリア（クイーンズランド中央部）
- Nannophya katrainensis Singh, 1955：インド
- Nannophya occidentalis (Tillyard, 1908)：西オーストラリア
- Nannophya paulsoni Theischinger, 2003　オーストラリア北部
- Nannophya pygmaea Rambur, 1842 ハッチョウトンボ：東アジア、東南アジア島嶼部など